# Isidro Nozal

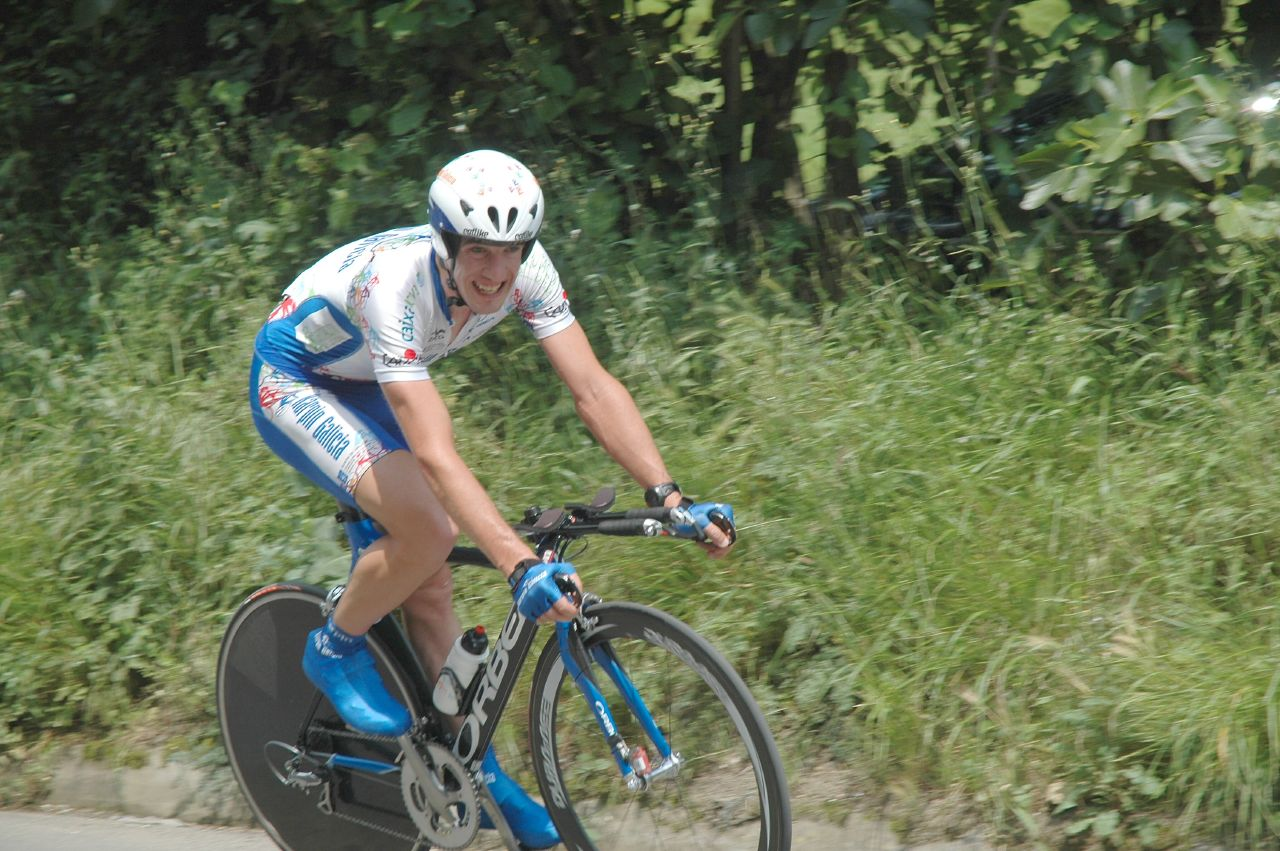
Isidro Nozal (2007)

Isidro Nozal Vega (* 18. Oktober 1977 in Barakaldo) ist ein spanischer Radrennfahrer.

## Leben
Isidro Nozal begann seine Profikarriere 1999 bei dem spanischen Radsportteam O.N.C.E. von Manolo Saiz. 2002 gewann er eine Etappe beim Clásica Alcobendas und nahm anschließend zum ersten Mal an der Tour de France teil. Ein Jahr später gewann er bei der Vuelta a España 2003 zwei Etappensiege. Die Gesamtwertung führte er lange Zeit an, bis zum vorletzten Tag. Dort überholte ihn Roberto Heras nach einem Bergzeitfahren und Nozal musste sich mit dem zweiten Rang zufriedengeben. Seit 2004 fährt Nozal zwar immer noch im gleichen Team, der Sponsor ist aber mittlerweile Liberty Seguros. Vor dem Start der Dauphiné Libéré 2005 wurde ein Hämatokritwert von über 50 gemessen und er musste zwei Wochen pausieren. 2006 war er in den Dopingskandal Fuentes verwickelt. Im September 2009 wurde er wegen EPO-Dopings durch die UCI für zwei Jahre gesperrt.

## Palmarès
2003
- eine Etappe Clásica Alcobendas
- eine Etappe Burgos-Rundfahrt

2003
- zwei Etappen Vuelta a España

## Teams
- 1999 O.N.C.E.-Deutsche Bank
- 2000 O.N.C.E.-Deutsche Bank
- 2001 O.N.C.E.-Eroski
- 2001 O.N.C.E.-Eroski
- 2002 O.N.C.E.-Eroski
- 2003 O.N.C.E.-Eroski
- 2004 Liberty Seguros
- 2005 Liberty Seguros-Würth
- 2006 Liberty Seguros-Würth
- 2007 Karpin-Galicia
- 2008 Liberty Seguros Continental
- 2009 Liberty Seguros Continental